# Carthaeomorpha balloui
Carthaeomorpha balloui är en insektsart som beskrevs av Metcalf och Bruner 1948. Carthaeomorpha balloui ingår i släktet Carthaeomorpha och familjen Flatidae. Inga underarter finns listade i Catalogue of Life.